# Сю Юньлі
Сю Юньлі  (кит.: 徐 云丽, 2 серпня 1987) — китайська волейболістка, олімпійська медалістка.

## Виступи на Олімпіадах
| Олімпіада  | Дисципліна | Місце |
| ---------- | ---------- | ----- |
| Пекін 2008 | волейбол   | 3     |
| Пекін 2012 | волейбол   | 5     |
| Ріо 2016   | волейбол   | 1     |